# Mike Melvill
Pour les articles homonymes, voir Melvill.
Michael Winston Melvill  est un astronaute américain né le 30 novembre 1940 en Afrique du Sud à Johannesbourg. Il est devenu le premier homme à atteindre les 100 km d'altitude à bord d'une fusée privée, le SpaceShipOne, le 21 juin 2004 dans le cadre de l'Ansari X Prize.
Mike Melvill est titulaire d'un certificat FAA Commercial, ASEL, AMEL, avion aux instruments, hélicoptère, planeur et d'astronaute.

## Vols réalisés sur SpaceShipOne
Il a réalisé dix vols à bord du prototype SpaceShipOne. Ses deux derniers vols lui feront franchir la frontière de l'espace : 100,124 km le 21 juin 2004 (vol 15P (en)), puis 102,900 km le 29 septembre 2004 (vol 16P (en)).